# Juveniele myoklonische epilepsie
Juveniele myoklonische epilepsie of het syndroom van Janz is een goedaardige vorm van epilepsie die zich meestal manifesteert tijdens de puberteit.
Het woord juveniel slaat op jeugdig (in de jeugd voorkomend) en de term myoklonisch verwijst naar de spastische spierschokken waarmee de aanvallen gepaard gaan. Vaak spelen de aanvallen zich af kort na het ontwaken, met name wanneer de patiënt te weinig nachtrust heeft gehad of overmatig alcohol gedronken heeft. Ook stress kan een belangrijke factor zijn.

## Symptomen
De patiënt ervaart bijna altijd een vreemd gevoel voorafgaand aan de aanval. Dit wordt gedefinieerd als de aura en kan dienen als waarschuwing voor de persoon om zich rustig neer te leggen en in veiligheid te brengen. 
De aura is moeilijk te omschrijven voor wie het niet ondergaat en verschilt van persoon tot persoon. Gaande van vreemde sensaties (lucht die door de handen stroomt, de indruk uit het lichaam gezogen te worden) tot een sterk gevoel van onbehagen en misselijkheid. Allerlei gedachten en indrukken spoken in ijltempo door het hoofd tot de patiënt het punt bereikt waarop al deze waarnemingen samenkomen in de aanval. De overvloed aan informatie in het hoofd ontlaadt zich letterlijk elektrisch en de werkelijke aanval begint.
De kleine ochtendaanvallen gaan zelden gepaard met bewustzijnsverlies, wel zijn er sterke schokken in de armen en benen en kan de patiënt ten val komen. Bij negentig procent van de mensen met juveniele myoklonische epilepsie komen naast de myoklonieën (de spastische schokken in verschillende ledematen) ook grotere aanvallen voor: tonisch-clonisch (letterlijk: verkrampt en schokkend). Pas na een grote aanval wordt bij veel patiënten de diagnose gesteld, omdat de kleine schokken op zich geen aanleiding geven om naar de dokter te gaan.
Tonisch beschrijft de eerste fase van de aanval die ongeveer anderhalve minuut duurt. Door een massale ontlading van neuronen spannen alle spieren in het lichaam samen en verstijft de patiënt. Ook borst- en luchtspieren verstrakken, waardoor er luide kreten uit de luchtpijp ontsnappen door de plotse, felle uitstoot van lucht.
De clonische fase is een reactie van de hersenen die als verdediging het lichaam volledig laten verslappen. De opeenvolging van deze twee fasen vormen een epilepsie-aanval, eindigend in een definitieve verslappingsfase. Vaak, maar niet altijd beginnen de aanvallen partieel (beginnend in een klein deel van de hersenen en beperkt tot delen van het lichaam) en gaan vervolgens al dan niet over tot een gegeneraliseerde aanval (elektrische ontladingen in alle delen van de hersenen en schokken over het hele lichaam).
De tonisch-clonisch aanvallen zijn het bekendst omdat de patiënt het bewustzijn verliest en schokkend, ongecontroleerd bewegend op de grond valt, blauw wordt, schuim op zijn lippen heeft en soms urine verliest. Hoewel zo'n aanval voor omstaanders traumatiserend kan zijn, is er op zich geen blijvend (hersen)letsel en kan de patiënt na enkele uren weer normaal functioneren, zolang de aanval niet langer dan een tiental minuten duurt. Indien een aanval blijft duren komt men in een status epilepticus, die wel dodelijk kan zijn. Wanneer de persoon opnieuw bij bewustzijn komt, is hij vaak angstig (het gevoel hebben te sterven of net aan de dood ontsnapt te zijn) en verward, omdat hij zich slechts flarden of helemaal niets herinnert. Ook treedt er immense hoofdpijn op en voelt hij zich moe.

## Oorzaak
Over de oorzaak  van juveniele myoklonische epilepsie tast men nog in het duister, wel vermoedt men dat er erfelijke factoren (onderliggende genetische afwijkingen) in het spel zijn. Ook is er een aantoonbaar effect van alcohol, stress en slaaptekort waarmee de patiënt in feite de rest van zijn leven rekening mee moet houden, ook al werkt zijn medicatie goed. De behandelingen (meestal monotherapie) zijn vaak doeltreffend, maar langdurig tot levenslang gebruik is noodzakelijk.